# 임대윤
임대윤(林大潤, 1957년 7월 3일 ~ )은 대한민국의 정치인이다.

## 생애
민선 2·3기 대구 동구청장을 지냈고, 2017년 더불어민주당 최고위원을 역임하였다. 2018년 지방선거에서 더불어민주당 대구광역시장 후보로 선출되었으나 2위로 낙선하였다.

## 학력
- 1964 ~ 1970 대구초등학교 졸업
- 1970 ~ 1973 경북대학교 사범대학 부설중학교 졸업
- 1973 ~ 1976 대륜고등학교 졸업
- 1977 ~ 1984 영남대학교 법과대학 졸업 (법학사)
- 1984 ~ 1987 서울대학교 대학원 외교학과 석사과정 졸업, 외교학석사 (학위논문명 - 국제정치의 개입주의에 관한 일연구 : 미국의 베트남전쟁 개입정책을 중심으로)

## 경력
- 1977 사회복지를위한참길회 자문위원
- 1987.09 ~ 1990.01 박찬종의원 정책기획실 실장
- 1990.01 ~ 1990.03 민주당 창당기획실 실장
- 1990.10 ~ 1992.03 민주당 정책연구실 실장
- 1991 대구 경실련 집행위원
- 1992.03 ~ 1997.11 민주당 대구광역시 동구 갑 지구당 위원장
- 1992.06 ~ 1994.02 민주당 총재비서실 차장
- 1992.12 민주당 대구시지부 대변인
- 1992 민주당 대표최고위원 공보차장·홍보특보
- 1993 서울 제일리서치 이사장
- 1993 대구환경운동연합 지도위원
- 1994 ~ 1995 경실련 대구지부 집행위원
- 1994.08 ~ 1996 대구·경북지방자치연구소 이사
- 1994 제일리서치 이사장
- 1995 민주당 당기위원
- 1996.04 민주당 대구시지부 대변인
- 1996.08 ~ 1998 주식회사 한백테크노 대표이사
- 1996 주식회사 경북듀라 대표이사
- 1997.12 한나라당 대구광역시 동구 갑 지구당 공동위원장
- 1998.07 ~ 2003.12 제22·23대 민선2 ~ 3기 한나라당 대구광역시 동구청장 (최연소)
- 2000 서울대학교 총동창회 이사
- 대통령비서실 사회조정1비서관
- 2016.08 ~ 2017.10 더불어민주당 대구광역시당 위원장
- 2017.02 ~ 2017.06 더불어민주당 최고위원
- 2024.03 ~  소나무당 대구광역시당위원장

## 역대 선거 결과
|  | 12.78% |

|  | 7.98% |

|  | 56.32% |

|  | 71.82% |

|  | 20.95% |

|  | 23.67% |

|  | 39.75% |